# Aspitates conjuncta
Aspitates conjuncta är en fjärilsart som beskrevs av Barend J. Lempke 1952. Aspitates conjuncta ingår i släktet Aspitates och familjen mätare. Inga underarter finns listade i Catalogue of Life.